# 灵剑溪
灵剑溪又名拖剑水、灵建江、建溪、剑江，位于中国广西桂林市叠彩区、七星区，长10.9千米，为漓江支流。

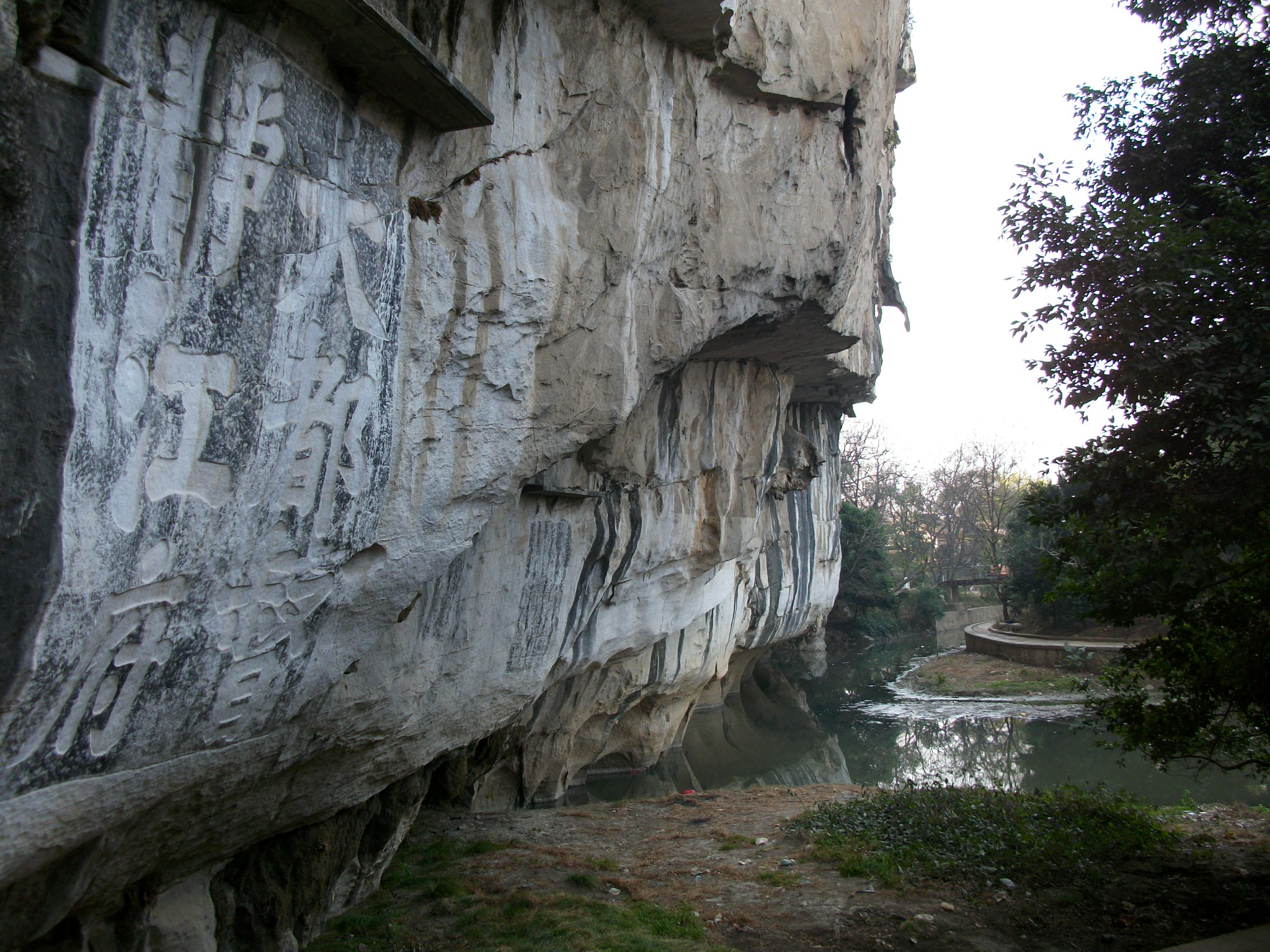
灵剑溪

该溪发源于叠彩区大河乡尧山西南麓阳家村、潘家村附近尧山公路西南边一池塘，池塘中有泉水。溪流蜿蜒西南而行，流经天圣山、白面山西侧，在七星区桂林电子科技大学附近折向西流，又经观音山、屏风山、社山等后又复向南至普陀山北麓祝圣寺附近，经省春岩、留春岩、弹子岩后，流入七星公园，在花桥附近汇入小东江。
该溪流经普陀山北崖一段，又称弹子溪，见于郦道元所著《水经注》。弹子溪畔有独石高耸，为灵剑石。溪上有寻源桥，为宋淳熙十四年（1187年）詹仪之所建，桥下游有深潭。桥西头有张曙墓。